# John Bridges (Rennfahrer)

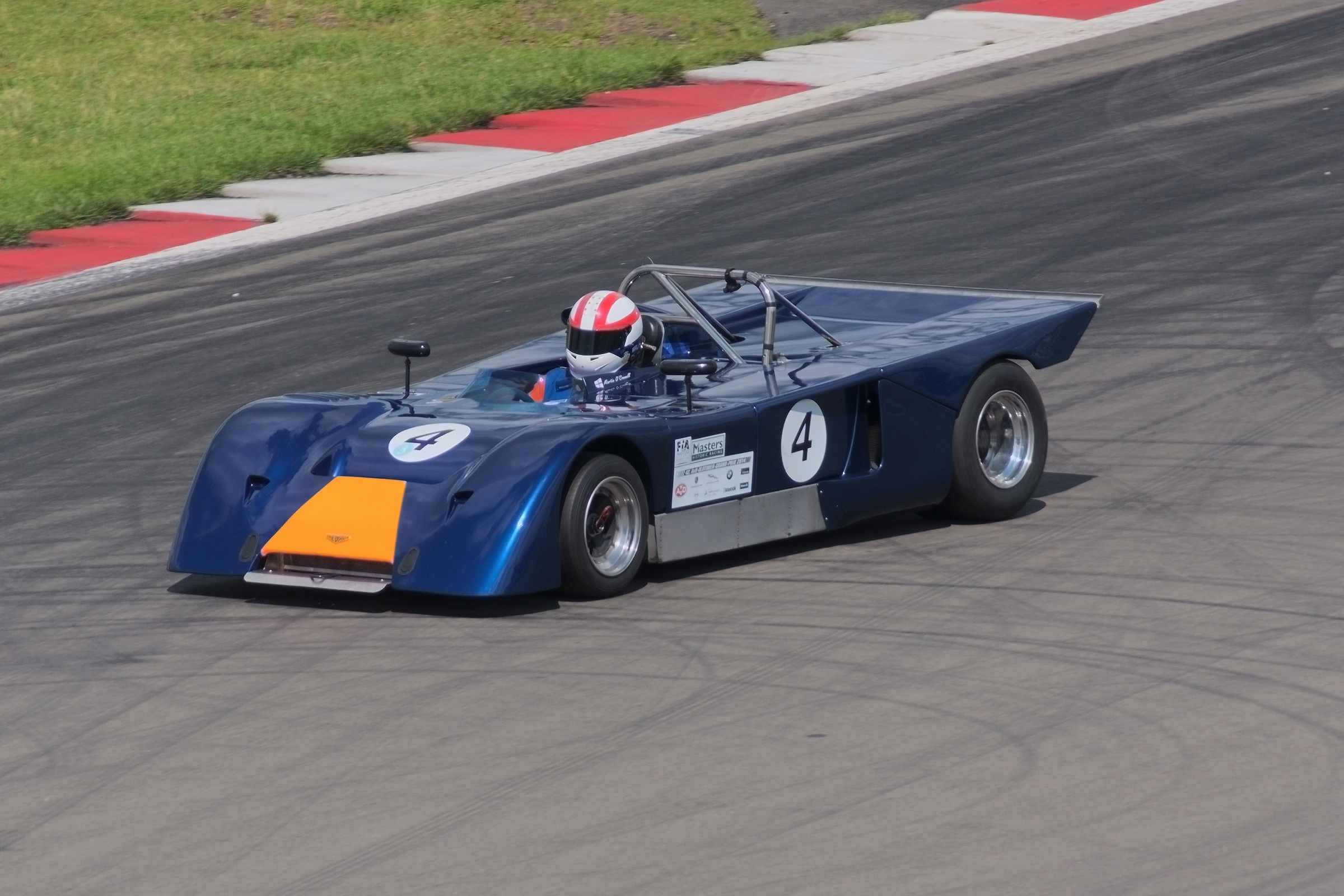
Auf einem Chevron B19 bestritt John Bridges viele Sportwagenrennen

John Bridges (* 5. Januar 1936 in Fylde; † 23. Januar 1998 in Preston) war ein britischer Autorennfahrer.

## Karriere als Rennfahrer
John Bridges war in den 1960er- und 1970er-Jahren als Sportwagenpilot aktiv. Er bestritt Rennen in der britischen GT-Meisterschaft und der Sportwagen-Weltmeisterschaft. 1968 gewann er innerhalb von Tagen drei Rennen der britischen Meisterschaft im Oulton Park. In der Sportwagen-Weltmeisterschaft erreichte er zwei dritte Gesamtränge. 1972 wurde er gemeinsam mit John Hine Dritter beim 1000-km-Rennen von Spa-Francorchamps. Dieselbe Position erreichte er 1973 mit John Burton beim 1000-km-Rennen auf dem Nürburgring. Eingefahren wurden die Ergebnisse mit 2-Liter-Rennwagen von Chevron. Zu diesen Erfolgen kamen unter anderem der zweite Endrang beim 400-km-Rennen von Barcelona 1972 und der dritte Rang beim 1000-km-Rennen von Paris dieses Jahres.

## Statistik

### Einzelergebnisse in der Sportwagen-Weltmeisterschaft
| Saison | Team                                        | Rennwagen               | 1   | 2   | 3   | 4   | 5   | 6   | 7   | 8   | 9   | 10  | 11  |
| ------ | ------------------------------------------- | ----------------------- | --- | --- | --- | --- | --- | --- | --- | --- | --- | --- | --- |
| 1968   | Chevron Cars Red Rose Motors Bridges Walker | Chevron B8              | DAY | SEB | BRH | MON | TAR | NÜR | SPA | WAT | ZEL | LEM |     |
| 1968   | Chevron Cars Red Rose Motors Bridges Walker | Chevron B8              |     |     | 17  |     |     | DNF | 18  |     |     |     |     |
| 1969   | Chevron Cars Bridges Walker                 | Chevron B8              | DAY | SEB | BRH | MON | TAR | SPA | NÜR | LEM | WAT | ZEL |     |
| 1969   | Chevron Cars Bridges Walker                 | Chevron B8              |     |     | DNF |     | 16  | DNF |     |     |     |     |     |
| 1970   | Chevron Cars Red Rose Motors                | Chevron B16             | DAY | SEB | BRH | MON | TAR | SPA | NÜR | LEM | WAT | ZEL |     |
| 1970   | Chevron Cars Red Rose Motors                | Chevron B16             |     |     | 17  |     |     |     | 34  |     |     |     |     |
| 1971   | Red Rose Racing                             | Chevron B16             | BUA | DAY | SEB | BRH | MON | SPA | TAR | NÜR | LEM | ZEL | WAT |
| 1971   | Red Rose Racing                             | Chevron B16             | 15  |     |     |     |     |     |     |     |     |     |     |
| 1972   | Chevron Cars Red Rose Racing                | Chevron B19 Chevron B21 | BUA | DAY | SEB | BRH | MON | SPA | TAR | NÜR | LEM | ZEL | WAT |
| 1972   | Chevron Cars Red Rose Racing                | Chevron B19 Chevron B21 | 8   |     |     |     |     | 3   |     | 5   |     | 6   |     |
| 1973   | Red Rose Racing                             | Chevron B23             | DAY | VAL | DIJ | MON | SPA | TAR | NÜR | LEM | ZEL | WAT |     |
| 1973   | Red Rose Racing                             | Chevron B23             |     |     |     | 3   |     |     |     |     |     |     |     |